# Liste der Biografien/Alh
Liste der Biografien |
Portal Biografien |
Personensuche
# |
A |
B |
C |
D |
E |
F |
G |
H |
I |
J |
K |
L |
M |
N |
O |
P |
Q |
R |
S |
T |
U |
V |
W |
X |
Y |
Z |
?
 
Aa |
Ab |
Ac |
Ad |
Ae |
Af |
Ag |
Ah |
Ai |
Aj |
Ak |
Al |
Am |
An |
Ao |
Ap |
Aq |
Ar |
As |
At |
Au |
Av |
Aw |
Ax |
Ay |
Az
 
Ala |
Alb |
Alc |
Ald |
Ale |
Alf |
Alg |
Alh |
Ali |
Alj |
Alk |
All |
Alm |
Aln |
Alo |
Alp |
Alq |
Alr |
Als |
Alt |
Alu |
Alv |
Alw |
Alx |
Aly |
Alz
Die Liste der Biografien führt alle Personen auf, die in der deutschsprachigen Wikipedia einen Artikel haben. Dieses ist eine Teilliste mit 30 Einträgen von Personen, deren Namen mit den Buchstaben „Alh“ beginnt.

## Alh

### Alha
- Alhadeff, Cara Judea (* 1971), US-amerikanische Photo- und Objektkünstlerin
- Alhadhur, Chaker (* 1991), komorischer Fußballspieler
- Alhaft, Ilias (* 1997), niederländisch-marokkanischer Fußballspieler
- Alhakim, Mohamed Ali (* 1952), irakischer Diplomat und Politiker
- Alhamwi, Alaa (* 1984), deutscher Politiker (Bündnis 90/Die Grünen), MdB
- ’Alhan Nahfan, König von Saba
- Alhanko, Anneli (* 1953), schwedische Balletttänzerin
- Alhard, Zisterzienserabt
- Alharoun, Musaed Rashed A (* 1951), kuwaitischer Politiker, Diplomat und Hochschule
- Alharrasi, Issa (* 1999), katarischer Tennisspieler
- Alhas, Göksu (* 1990), türkischer Fußballspieler
- Alhassan, Abdul Naza (* 1990), ghanaischer Fußballspieler
- Alhassan, Bjeen (* 1992), deutsche Ökonomin
- Alhassan, Karim (* 1991), ghanaischer Fußballspieler
- Alhassan, Rowland Issifu (1935–2014), ghanaischer Politiker und Diplomat
- Alhaus, Reiner (* 1955), deutscher Fußballspieler
- Alhaus, Wilhelm von (1716–1794), Kreuzherr und Weihbischof in Münster und Osnabrück
- Alhäuser, Paul (* 1999), deutscher Filmschauspieler und Kinderdarsteller
- Alhäuser, Sonja (* 1969), deutsche Künstlerin
- Alhazen, muslimischer Mathematiker, Optiker und Astronom

### Alhe
- Alheit, Kristin (* 1967), deutsche Politikerin (SPD)
- Alheit, Peter (* 1946), deutscher Pädagoge und Hochschullehrer

### Alhi
- Alhinho, Carlos (1949–2008), kap-verdisch-portugiesischer Fußballspieler und Trainer

### Alhl
- Alhlami, Zakaria al (* 2004), katarischer Leichtathlet marokkanischer Herkunft

### Alho
- Alho, Kirsti, finnische Jazzmusikerin (Gesang, Komposition)
- Alho, Nikolai (* 1993), finnischer Fußballspieler
- Alho, Taru (* 1985), finnische Volleyballspielerin
- Alhogbani, Yara (* 2004), saudi-arabische Tennisspielerin

### Alhu
- Alhussein Abdel Aziz, Lamis (* 1998), ägyptische Tennisspielerin
- Alhuthayfi, Mazin Ahmed (* 1985), saudi-arabischer Fußballspieler